# Славоницки-Поток
Славоницки-Поток (чеш. Slavonický potok, нем. Zlabingsbach) — ручей в Австрии и Чехии. Длина — 15,9 км, площадь водосборного бассейна 45,5 км². Средний расход воды 0,26 м³/с. Весной наблюдается половодье. Левый приток реки Дойче-Тайя.
На территории Австрии также называется Файнцбах (нем. Feinzbach).

## Течение
Проистекает недалеко от Сталкова на высоте 640 м, течёт по территории Чешской республики преимущественно в юго-восточном направлении, после чего поворачивает на юг и пересекает государственную границу Австрии на высоте 502 м. На своём пути питает множество озёр (Малый Трубный, Верхняя Шатлава, Нижняя Шатлава, Вожралы, Старый пруд, Протржений пруд, Сильничный пруд, Бейчуков пруд). На территории Чехии протекает только через муниципалитет Славонице, в Австрии через Гилгенберг и Вальдкирхен-ан-дер-Тайя, где впадает в реку Дойче-Тайя.
На всём пути из Славонице в Вальдкирхен-ан-дер-Тайя ручей протекает вдоль бывшей железнодорожной линии, ведущей из Славонице в австрийский Вайдхофен-ан-дер-Тайя и далее в Шварценау. По трассе бывшей железнодорожной линии из Славонице через австрийский Вальдкирхен-ан-дер-Тайя построена новая велосипедная дорожка, которая ведёт в австрийский Доберсберг.
Ранее на Славоницки-Потоке располагалось множество мельниц, теперь из них сохранились только две. Они были реконструированы.